# Kontinentální Chile

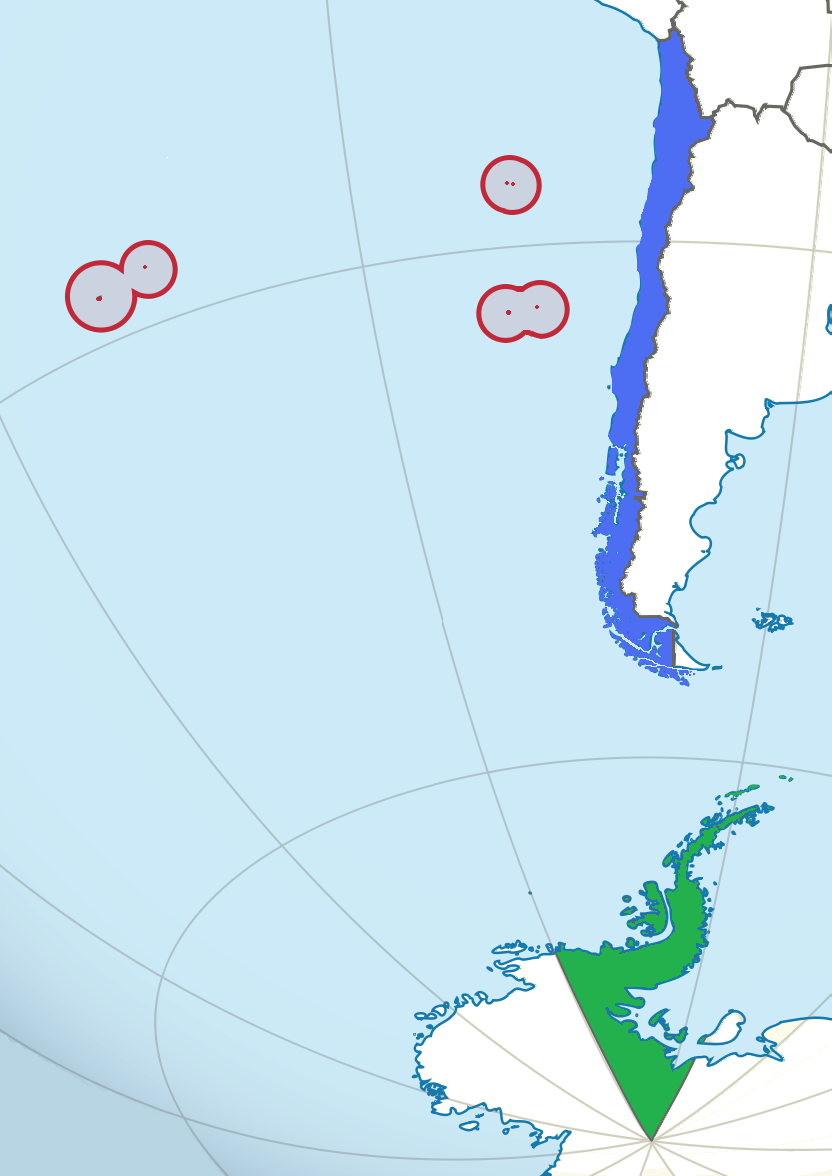
Mapa tří teritorií rozdělujících chilské území:
Modře: kontinentální Chile
Červeně: ostrovní Chile
Zeleně: chilská Antarktida

Kontinentální Chile je název pro chilské území nacházející se na kontinentálním šelfu Jižní Ameriky. Tento termín slouží k odlišení jihoamerického teritoria od ostrovů, známých jako ostrovní Chile, stejně tak jako od Chilského antarktického území. Existence těchto tří území chilské suverenity je to, co podporuje trikontinentální princip v této zemi.
Tento termín navíc upřesňuje časová pásma na území pevninského Chile a souostroví Juana Fernándeze a Ostrovů Neštěstí, které se nacházejí v časovém pásmu UTC -3. Velikonoční ostrov a ostrov Sala y Gómez, nacházející se v Polynésii, jsou v časovém pásmu UTC -5.
Kontinentální Chile má rozlohu 756 770 km², což představuje 99,976 % celkové rozlohy země. Nicméně, vezmeme-li v úvahu nárok na území v Antarktidě, toto procento klesá pouze na 37,71 % celkové rozlohy.
Podle sčítání lidu v roce 2002 mělo celkem 15 111 881 obyvatel, což odpovídá 99,97 % obyvatel republiky.